# Gombergean
Gombergean is een gemeente in het Franse departement Loir-et-Cher (regio Centre-Val de Loire) en telt 144 inwoners (2004). De plaats maakt deel uit van het arrondissement Vendôme.

## Geografie
De oppervlakte van Gombergean bedraagt 12,2 km², de bevolkingsdichtheid is 11,8 inwoners per km².
De onderstaande kaart toont de ligging van Gombergean met de belangrijkste infrastructuur en aangrenzende gemeenten.

## Demografie
Onderstaande figuur toont het verloop van het inwonertal (bron: INSEE-tellingen).